# جناس مركب
الجناس المركب والجناس المرفو هو نوعٌ من أنواع الجناس التام، يكون أحد ركنَيه كلمة واحدة، والآخر مركب من كلمتين، أي ما اختلف فيه اللفظان من حيث التركيب ومن حيث الإفراد.

## أمثلة
1. 

2. 

3. 

4. 

5. 

6. 

7. 

8. 
9. قال إسماعيل صبري باشا يحكي قصته مع أسماء: